# Книга жизни и практики умирания
«Книга жизни и практики умирания», также «Тибетская книга жизни и смерти» (англ. The Tibetan Book of Living and Dying) — произведение Согьяла Ринпоче, в котором он сопоставляет древние воззрения тибетского буддизма на смерть и околосмертные переживания с современными научными взглядами, а также даёт практические рекомендации по психологической подготовке каждого человека к собственной смерти и по медицинскому уходу за смертельно больными и умирающими. Автор, занимающий высокий ранг в духовной иерархии тибетского буддизма и получивший образование как в Индии, так и на Западе, долгое время жил и работал в развитых странах. Это обстоятельство позволило ему изложить духовные учения Востока в форме, легкодоступной для понимания жителями Запада (в отличие от широко известной и сложной для понимания Тибетской книги мёртвых).

## История публикаций
«Книга жизни и практики умирания» с предисловием Далай-ламы XIV впервые была опубликована в сентябре 1992 года в США, где она получила восторженные отзывы и в течение нескольких недель возглавляла рейтинги бестселлеров.
В дальнейшем она издавалась на английском языке в Великобритании, Австралии, Индии и вышла в переводе более чем на 30 языков более чем в 60 странах мира.
Успех книги во многом способствовал расширению влияния Ригпа, международной сети буддистских центров и общин, основанной Согьялом Ринпоче в 70-х годах XX столетия. Он также побудил организацию Ригпа к созданию программы Образования и Тренинга в сфере Духовной Помощи (Spiritual Care Education and Training programme), предназначенной для оказывающих уход за больными и умирающими людьми.
В 2002 году в честь десятилетнего юбилея выхода книги была издана её переработанная версия.
В настоящее время «Книга жизни и практики умирания» интенсивно используется средним и высшим медицинским персоналом, а также другими профессионалами в сфере здравоохранения во многих странах мира.

## Отзывы прессы
New York Times Book Review: Согьял Ринпоче…создал тибетский эквивалент «Божественной Комедии». Можно представить, что это — то, что написал бы Данте, будь он не христианским поэтом, а буддистским метафизиком.
Los Angeles Times: Учения Ринпоче многообещающи… Его практичный стиль изложения, украшенный песнями и стихами буддистских мудрецов, избавляет от сильного страха смерти и представляет её как старого друга.
San Francisco Chronicle Book Review: Великолепное достижение. По своей силе тронуть сердце и пробудить сознание оно представляет собой бесценный дар.

## Издания книги
На английском языке
- Sogyal Rinpoche. The Tibetan Book of Living and Dying. — HarperOne, 1994. — 425 с. — ISBN 978-0062508348.

На русском языке
- Согьял Ринпоче. Тибетская книга жизни и смерти. — Нижний Новгород: ДЕКОМ, 2004. — 480 с. — ISBN 5895330940.
- Согьял Ринпоче. Тибетская книга жизни и смерти. — М.: Ганга, 2017 — 704 с. — ISBN 978-5-9906080-2-3 — (Самадхи).